# Internationaux de Tennis de Vendee
El  Internationaux de Tennis de Vendee  es un torneo de tenis celebrado en Mouilleron-le-Captif, Francia desde el año 2013. El evento forma parte del ATP Challenger Tour y se juega en canchas duras cubiertas.

## Finales anteriores

### Individuales
| Año  | Campeón               | Finalista       | Resultado        |
| ---- | --------------------- | --------------- | ---------------- |
| 2024 | Lucas Pouille         | Quentin Halys   | 6-4, 6-4         |
| 2023 | Tomáš Macháč          | Arthur Fery     | 6-3, 6-4         |
| 2022 | Jelle Sels            | Vasek Pospisil  | 6-4, 6-3         |
| 2021 | Jiří Veselý           | Norbert Gombos  | 6-4, 6-4         |
| 2020 | No celebrado          | No celebrado    | No celebrado     |
| 2019 | Mikael Ymer           | Mathias Bourgue | 6-1, 6-4         |
| 2018 | Elias Ymer            | Yannick Maden   | 6-3, 7-6(5)      |
| 2017 | Elias Ymer            | Yannick Maden   | 7-5, 6-4         |
| 2016 | Julien Benneteau      | Andrey Rublev   | 7-5, 2-6, 6-3    |
| 2015 | Benoît Paire          | Lucas Pouille   | 6-4, 1-6, 7-6(7) |
| 2014 | Pierre-Hugues Herbert | Marsel İlhan    | 6-2, 6-3         |
| 2013 | Michael Berrer        | Nicolas Mahut   | 1-6, 6-4, 6-3    |

### Dobles
| Año  | Campeones                                | Finalistas                         | Resultado              |
| ---- | ---------------------------------------- | ---------------------------------- | ---------------------- |
| 2024 | Marcelo Demoliner Christian Harrison     | August Holmgren Johannes Ingildsen | 6-3, 7-5               |
| 2023 | Julian Cash Robert Galloway              | Maxime Cressy Otto Virtanen        | 6-4, 5-7, [12-10]      |
| 2022 | Sander Arends David Pel                  | Purav Raja Divij Sharan            | 6-7(1), 7-6(6), [10-6] |
| 2021 | Jonathan Eysseric Quentin Halys          | David Pel Aisam-ul-Haq Qureshi     | 4-6, 7-6(5), [10-8]    |
| 2020 | No celebrado                             | No celebrado                       | No celebrado           |
| 2019 | Jonny O'Mara Ken Skupski                 | Sander Arends David Pel            | 6-1, 6-4               |
| 2018 | Sander Gillé Joran Vliegen               | Romain Arneodo Quentin Halys       | 6-3, 4-6, [10-2]       |
| 2017 | Andre Begemann Jonathan Eysseric         | Tomasz Bednarek David Pel          | 6-3, 6-4               |
| 2016 | Jonathan Eysseric Édouard Roger-Vasselin | Johan Brunström Andreas Siljeström | 6-7(1), 7-6(3), [11-9] |
| 2015 | Sander Arends Adam Majchrowicz           | Aliaksandr Bury Andreas Siljeström | 6-3, 5-7, [10-8]       |
| 2014 | Pierre-Hugues Herbert Nicolas Mahut      | Tobias Kamke Philipp Marx          | 6-3, 6-4               |
| 2013 | Fabrice Martin Hugo Nys                  | Henri Kontinen Adrián Menéndez     | 3-6, 6-3, [10-8]       |